# Нова (Єласівське сільське поселення)
Но́ва (рос. Новая, марій. Усола) — присілок у складі Гірськомарійського району Марій Ел, Росія. Входить до складу Єласівського сільського поселення.

## Населення
Населення — 83 особи (2010; 109 у 2002).
Національний склад (станом на 2002 рік):
- марі — 100 %